# Carte du Ciel
La Carte du Ciel o Carta Fotográfica del Cielo (literalmente, "Mapa del Cielo") y el Astrographic Catalogue o Catálogo Astrofotográfico (también denominado como Astrographic Chart) fueron dos componentes distintos pero conectados entre sí de un proyecto astronómico internacional masivo, iniciado a finales del siglo XIX, dedicado a la catalogación y cartografiado de las posiciones de millones de estrellas con el objetivo de alcanzar hasta las magnitudes 11 o 12. Veinte observatorios alrededor de todo el mundo participaron en la toma de más de 22.000 placas fotográficas de vidrio en un enorme programa de observación que se extendió a lo largo de varias décadas. A pesar de (o debido a) su vasta escala, el proyecto nunca obtuvo un éxito completo: la Carte du Ciel nunca fue completada, y durante casi medio siglo el Catálogo Astrográfico fue en gran medida ignorado. Aun así, la aparición del Hipparcos Catalogue en 1997 ha propiciado un desarrollo importante de la reutilización de este material fotográfico histórico.

## Orígenes y objetivos
El amplio y sin precedentes proyecto internacional para elaborar un catálogo de estrellas se inició en 1887 por iniciativa de Amédée Mouchez (por entonces director del Observatorio de París), quien se dio cuenta del potencial de la nueva tecnología de la fotografía para revolucionar el proceso de elaboración de mapas estelares. Como resultado del Congreso Astrográfico celebrado en París en abril de 1887 (que reunió a más de 50 astrónomos), 20 observatorios de todo el mundo se pusieron de acuerdo para participar en el proyecto, y se establecieron dos objetivos:
- Para el primero, el Catálogo Astrográfico, todo el cielo iba a ser fotografiado al menos hasta la magnitud 11, proporcionando un catálogo de referencia de la posición de las estrellas que llenaría la brecha existente a partir de la magnitud 8 de los catálogos preexistentes mediante observaciones instrumentales del tránsito del círculo meridiano. Esto proporcionaría las posiciones de una red de posiciones de estrellas razonablemente densa, que a su vez podría ser utilizada como sistema de referencia para el componente de mayor detalle de la toma de datos (la Carta del Cielo). Diferentes observatorios de todo el mundo recibieron el encargo de encargarse de la topografía de zonas del cielo de declinación específica (ver tabla). Las placas de vidrio del Catálogo Astrográfico normalmente se tomaron con una exposición de 6 minutos, fueron en su momento copiadas en papel fotográfico, medidas, y publicadas en su totalidad. Se produjo un catálogo de posiciones y magnitudes hasta aproximadamente la magnitud 11,5 y el programa se completó en gran parte durante el primer cuarto del siglo XX.

- Para el segundo, la Carta del Cielo, se utilizó otro juego de placas, con exposiciones más largas, pero solapamiento mínimo, diseñado para fotografiar todas las estrellas hasta la magnitud 14. Estas placas fueron reproducidas y distribuidas como un conjunto de gráficos integrados en la Carta del Cielo, en contraste con cartas celestes anteriores que habían sido construidas a partir de las coordenadas celestes de estrellas observadas por los instrumentos de tránsito. La mayoría de las placas de la Carte du Ciel utilizaron tres exposiciones de 20 minutos de duración, desplazadas para formar un triángulo equilátero con lados de 10 segundos de arco; por lo que es fácil distinguir las estrellas de los defectos de las placas, y los asteroides de las estrellas.

S.S. Turner, profesor Saviliano de astronomía en la Universidad de Oxford, realizó un fascinante sumario publicado en 1912 acerca de esta vasta colaboración astronómica internacional. Otros aspectos del proyecto están documentados en las Actas del Simposio Número 133 de la UAI celebrado en 1988.

## Astrographic Catalogue

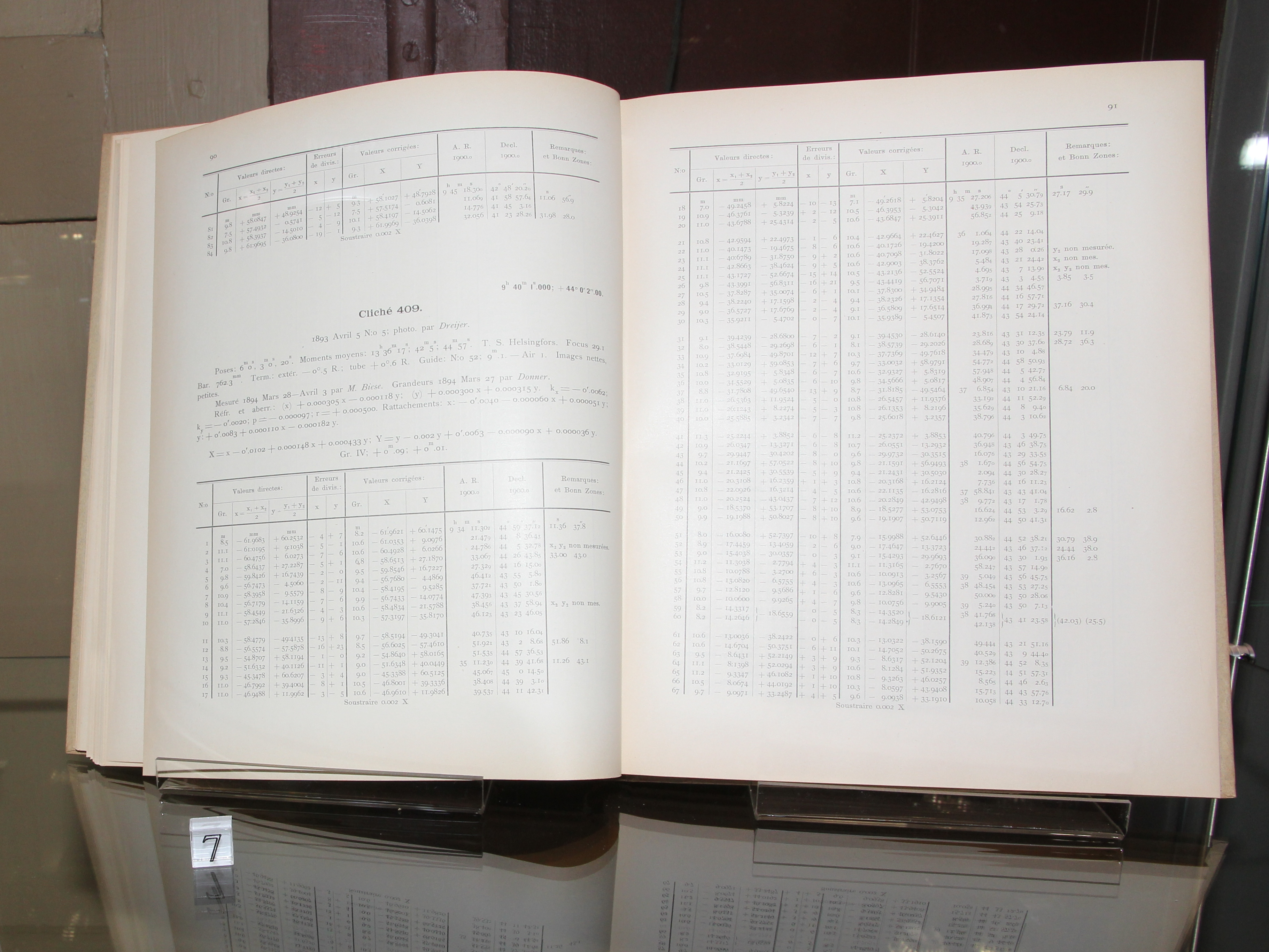
Catalogue photographique du Ciel I–VIII publicado por el Observatorio de la Universidad de Helsinki en 1937.

Para el Catálogo Astrográfico, 20 observatorios de todo el mundo participaron en la exposición y la medición de más de 22.000 placas de vidrio (ver tabla). Alrededor de la mitad de los observatorios utilizaron telescopios fabricados por los hermanos Henry (Paul y Prosper) en Francia, con otros procedentes de la fábrica de Howard Grubb de Dublín. Estos telescopios se denominaron astrógrafos normales con una abertura de unas 13 pulgadas (330 mm) y una longitud focal de 11 pies (3,4 m) diseñados para crear imágenes con una escala uniforme sobre la placa fotográfica de aproximadamente 60 segundos de arco/mm, al tiempo que cubren un campo visual de 2°x2°. A cada observatorio le fue asignada una zona específica de declinación a fotografiar. La primera de estas placas fue tomada en agosto de 1891 en el Observatorio Vaticano (donde las exposiciones llevaron más de 27 años en completarse), y el último en diciembre de 1950 en el Observatorio de Uccle (Bruselas), con la mayoría de las observaciones realizadas entre 1895 y 1920. Para compensar los defectos de las placas, cada área del cielo fue fotografiada dos veces, utilizando un patrón de doble superposición completa esquina-a-centro, extendida en los límites de cada zona, de tal manera que las placas de cada observatorio podrían solaparse con las de las zonas adyacentes. Los observatorios participantes estuvieron de acuerdo en utilizar un telescopio estandarizado, de manera que todas las placas tenían una escala similar, de aproximadamente 60 segundos de arco / mm. Las áreas medibles de las placas fueron de 2,1° × 2,1° (13 cm × 13 cm), por lo que el patrón de solapamiento consistía en placas que se centraban en cada banda de declinación adjudicada, pero compensado en ascensión recta en dos grados. Muchos factores, tales como el catálogo de referencia, técnica de reducción y formatos de impresión se dejaron en manos de cada institución. El objetivo de exactitud posicional fue de 0,5 segundos de arco por imagen.
La medición de las placas fue un asunto prolongado (debido a los procedimientos disponibles por entonces), efectuado con sistemas de medida a simple vista y anotando los resultados manualmente. Las placas fueron puestas a disposición de un considerable número de operadores semi-cualificados ("computadores") para determinar las posiciones de las estrellas en cada una. (Antes de adquirir su sentido moderno, la palabra "computador" hacía referencia a una persona que realizaba determinados cálculos). Los "computadores" medirían manualmente cada estrella con respecto a la docena de estrellas de referencia dentro de cada placa en particular, y luego realizarían los cálculos necesarios para determinar la ascension recta y la declinación de cada estrella. El objetivo original de la magnitud límite de 11 se superó en general, con algunos observatorios capaces de medir rutinariamente estrellas tan débiles como de magnitud 13. En total, se observaron unos 4,6 millones de estrellas (8,6 millones de imágenes). Las estrellas más brillantes que quedaban sobre-expuestas en las placas, no se midieron, por lo que faltan en los catálogos resultantes. Las mediciones de las placas (como coordenadas rectangulares), así como las fórmulas para transformarlas a coordenadas ecuatoriales, se publicaron en los volúmenes originales del Catálogo Astrográfico, aunque las coordenadas ecuatoriales adjuntadas son ahora solo de interés histórico. La publicación de las mediciones se produjo entre 1902 y 1964 (a lo largo de 62 años), resultando un total de 254 volúmenes impresos de datos en bruto.
Durante décadas el Catálogo Astrográfico fue ignorado en gran medida. Los datos eran difíciles de trabajar porque no estaban disponibles en forma fácilmente legible (es decir, sin mecanografiar) ni en coordenadas ecuatoriales. Se invirtieron décadas de trabajo internacional antes de que el proyecto fuera reemplazado por modernas técnicas astronómicas. Uno de los problemas era que el trabajo necesitó mucho más tiempo de lo esperado. Tal como se preveía inicialmente, el proyecto estaba destinado a haber durado solo entre 10 y 15 años. Un problema más grave es que mientras que muchos astrónomos europeos estaban preocupados por este proyecto (que requería un constante trabajo metódico en lugar de creatividad), en otras partes del mundo (en particular en los Estados Unidos) la astrofísica se estaba convirtiendo en mucho más importante que la astrometría. Como resultado, la astronomía francesa en particular quedó rezagada durante décadas.

## Carte du Ciel
La Carte du Ciel, la parte del programa aún más ambiciosa, fue acometida por algunos de los observatorios participantes, pero ninguno la completó y otros ni siquiera la comenzaron. Los gráficos resultaron ser excesivamente costosos de fotografiar y reproducir, generalmente a través de planchas de cobre grabadas (fotograbado), y muchas zonas no fueron completadas o correctamente publicadas. Las placas que se realizaron, en general todavía se conservan, pero solo cubren la mitad del cielo. Por lo general están archivadas en sus observatorios originales. Unas pocas placas han sido recientemente vueltas a medir, analizándose con los datos disponibles del Catálogo Hipparcos (ver más abajo).

## Combinación delAstrographic CatalogueconHipparcos

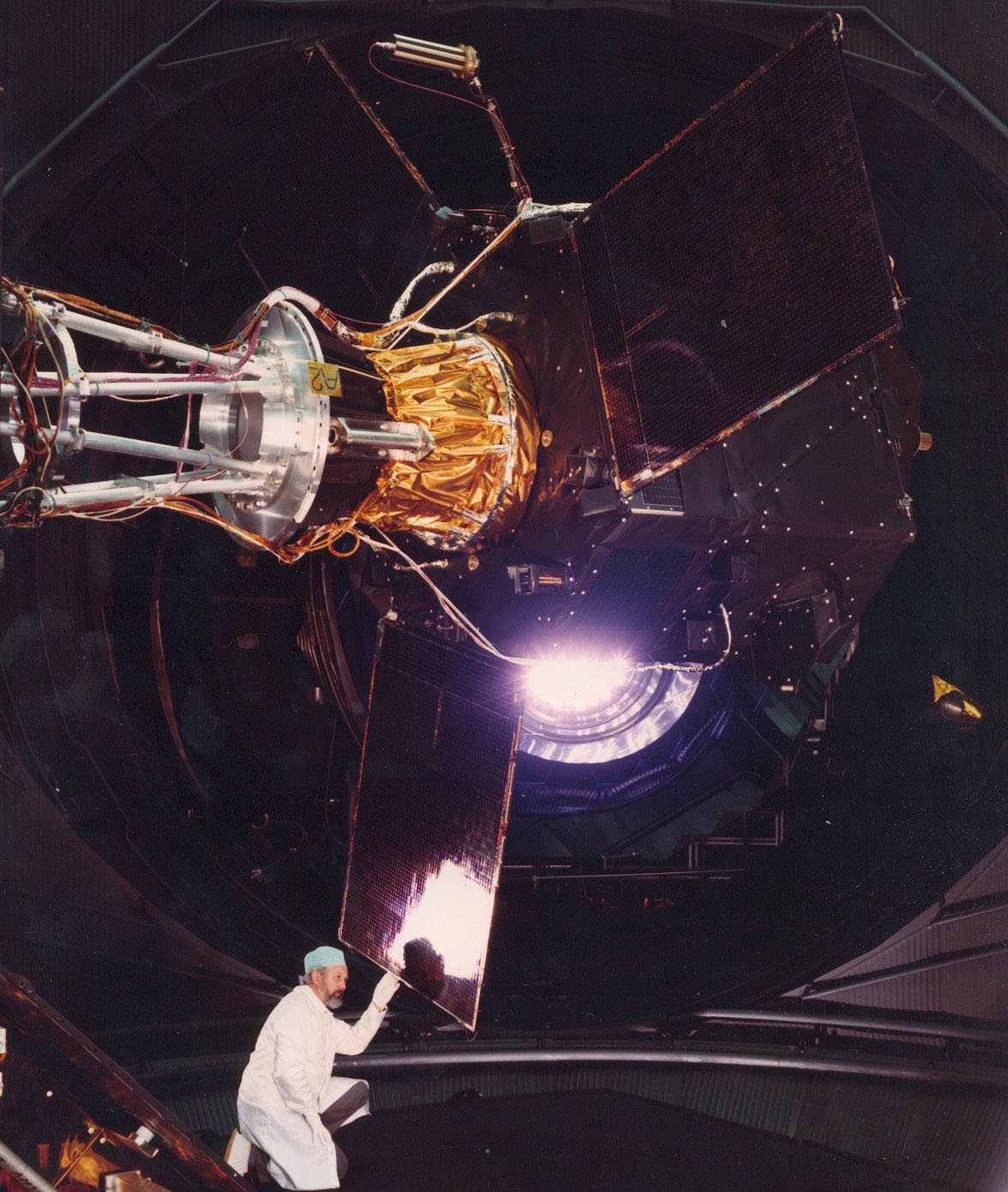
Pruebas del satélite Hipparcos.

La gran cantidad de trabajo invertido en el Catálogo Astrográfico (integrado por las placas, las mediciones y las publicaciones correspondientes), se pensaba desde hacía mucho tiempo que solo iba a rendir un beneficio científico marginal. Sin embargo, hoy en día los astrónomos están muy en deuda con este gran esfuerzo debido a la posibilidad de combinar estas posiciones centenarias de las estrellas con los resultados obtenidos desde el espacio por el satélite de astrometría de la ESA Hipparcos, lo que ha permitido conocer con gran precisión los movimientos propios que se derivan de 2,5 millones de estrellas. En concreto, las posiciones del Catálogo Astrográfico fueron transcritas a catálogos mecanografiados (tarea llevada a cabo en el Instituto Astronómico Sternberg de Moscú bajo la dirección de A. Kuzmin) entre 1987 y 1994. Estos datos fueron condensados de nuevo (esta vez en el Observatorio Naval de los Estados Unidos en Washington bajo la dirección de Sean Urban), usando las estrellas de referencia medidas por la astrometría del satélite Hipparcos. Las 120.000 estrellas con más alta precisión del Catálogo Hipparcos se utilizaron para establecer un marco de referencia detallado en distintas épocas de las placas del Catálogo Astrográfico, mientras que los 2,5 millones de estrellas del Catálogo Tycho-2 proporcionaron un denso marco de referencia para permitir calibrar y corregir con precisión las distorsiones de las placas. Los movimientos propios de todas las estrellas del Catálogo Tycho podrían entonces ser deducidos sobre todo gracias al Catálogo Astrográfico, pero además, usando las posiciones de las estrellas de otros más de 140 catálogos basados en tierra. Aparte de las 120.000 estrellas del catálogo Hipparcos en sí mismo, el Catálogo Tycho-2 resultante (compilado en el Observatorio de la Universidad de Copenhague bajo la dirección de Erik HOG) se ha convertido en el más grande, más preciso y más completo catálogo de las estrellas más brillantes del cielo. Actualmente, es la base para deducir todas las posiciones de las estrellas más débiles en el cielo. Sean Urban (miembro del Observatorio Naval de los Estados Unidos) escribió en 1998: 

La historia de los trabajos del Catálogo Astrográfico es la historia de una serie de personas esforzadas que dedicaron décadas tediosas de sus carreras a una sola meta. Algunos creen que también es la historia de cómo los mejores observatorios europeos del siglo XIX perdieron su liderazgo en la investigación astronómica por dedicar tantos recursos a este compromiso. Muchas veces retratado como una lección objetiva de exceso de ambición, el Catálogo Astrográfico se ha convertido recientemente en una lección de cómo se pueden encontrar nuevos usos a los datos antiguos.